# 江滿
江滿（1494年—？），字謙之，號日湖，江西南昌府進賢縣人，民籍，明朝政治人物。

## 生平
嘉靖七年（1528年）戊子科江西鄉試第十九名舉人。嘉靖八年（1529年）中式己丑科會試第三百四名，登第三甲第一百二十八名進士。擢刑部员外郎，官至廣西柳州府知府。

## 家族
曾祖江啟明，曾任義官；祖父江正行；父江朝重，母楊氏。慈侍下。從弟江治（贡士）。